# Бушменский антропологический тип

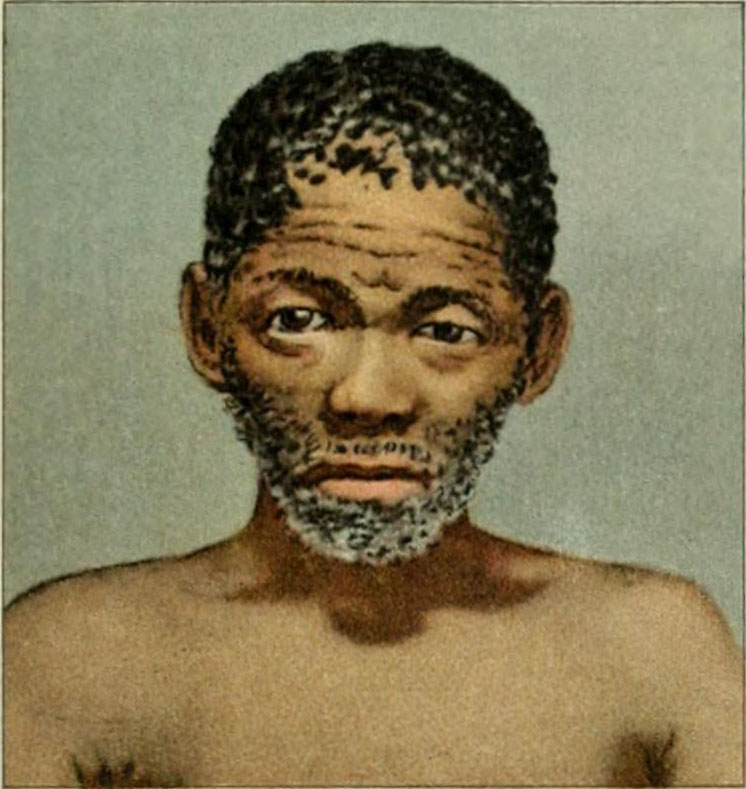
Бушмен, Новая международная энциклопедия, 1905

Бушменский тип из книги Огастеса Генри Кина «Человек, прошлое и настоящее», 1899

Бушме́нский антропологи́ческий тип — один из двух антропологических вариантов южноафриканской расы (наряду с готтентотским вариантом). Представлен у койсанских народов бушменской группы (сан), населяющих часть территории Южной Африки — северо-восток Намибии, Ботсвану, юг Анголы, запад Зимбабве и северо-запад ЮАР. Основной особенностью, по которой выделяется бушменский антропологический тип, считают грацильность и меньшие размеры в строении головы и тела в сравнении с более крупным и массивным готтентотским типом.
Бушменский антропологический тип выделяется, в частности, в исследованиях советского антрополога Г. Ф. Дебеца. Согласно разработанной им классификации рас бушменский тип вместе с готтентотским образуют бушменскую расу африканской ветви в составе большой негро-австралоидной расы.
Для бушменского антропологического варианта характерны все типичные антропологические признаки южноафриканской (капоидной, бушменской) расы. Вместе с представителями готтентотского типа бушмены разделяют такие особенности, как распространение более светлых оттенков кожи в сравнении с остальными популяциями негроидов; сильное развитие курчавости волос, зачастую образующих небольшие спирально-завитые пучки; слабое развитие третичного волосяного покрова; небольшая высота черепа по абсолютным и относительным параметрам в сравнении с высокосводными популяциями прочих негроидов; узкий нос с очень плоским переносьем; своеобразный рисунок ушной раковины; сильно выраженный поясничный лордоз; относительно небольшая длина тела; напоминающие монголоидные признаки сильная уплощённость лица и распространение эпикантуса; частые случаи стеатопигии и т. д.
В сравнении с готтентотским антропологическим типом бушменский тип характеризуется такими особенностями, как:
- меньшая покатость лба;
- меньшее развитие надбровных дуг;
- более низкое переносье;
- меньшие размеры черепа в целом, в особенности меньшая высота черепа;
- значительно менее высокий рост.

Особое место в антропологическом плане занимают исчезнувшие к настоящему времени береговые бушмены, которые некогда населяли побережье на юго-западе Африки от севера Намибии до Кейптауна. Их антропологические признаки, в частности, размеры черепа, имеют промежуточные значения между значениями признаков бушменского и готтентотского типов. Более того, береговые бушмены отличаются и от бушменов, и от готтентотов наличием мезокранных и даже брахикранных черепов, для них также характерны наиболее короткое основание черепа, низкие глазницы и наименьшее выступание вперёд челюстей.
Этноязыковая принадлежность бушменов и их антропологические особенности не всегда совпадают. Некоторые представители бушменского типа говорят, например, на диалектах готтентотского языка нама, а у части готтентотов, в частности, у разных групп нама, обнаруживается бо́льшая генетическая близость к соседним группам бушменов, нежели к остальным готтентотам. Многие группы бушменов в разное время были ассимилированы соседними с ними народами, относящимися к негрской расе, что привело к проявлению некоторых бушменских признаков в антропологическом облике бантуязычного населения Южной Африки.